# マイケル・シルヴァース
マイケル・シルヴァース（Michael Silvers）は、音響編集者である。ピクサーの作品など、110本以上の映画にクレジットされている。
アカデミー音響編集賞には6度ノミネートされ、『Mr.インクレディブル』（2004年）で受賞を果たしている。

## 受賞とノミネート
| 賞               | 年   | 部門       | 作品名                     | 結果       |
| ---------------- | ---- | ---------- | -------------------------- | ---------- |
| アカデミー賞     | 2001 | 音響編集賞 | モンスターズ・インク       | ノミネート |
| アカデミー賞     | 2003 | 音響編集賞 | ファインディング・ニモ     | ノミネート |
| アカデミー賞     | 2004 | 音響編集賞 | Mr.インクレディブル        | 受賞       |
| アカデミー賞     | 2007 | 音響編集賞 | レミーのおいしいレストラン | ノミネート |
| アカデミー賞     | 2009 | 音響編集賞 | カールじいさんの空飛ぶ家   | ノミネート |
| アカデミー賞     | 2010 | 音響編集賞 | トイ・ストーリー3          | ノミネート |
| 英国アカデミー賞 | 2009 | 音響賞     | カールじいさんの空飛ぶ家   | ノミネート |